# München (Hutthurm)

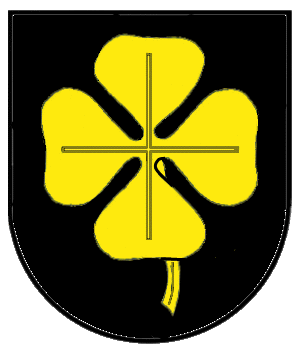
Wappen von Hutthurm-München

München ist ein Gemeindeteil des Marktes Hutthurm und eine Gemarkung im niederbayerischen Landkreis Passau. 

## Geographie
Das Kirchdorf liegt etwa zweieinhalb Kilometer nördlich von Hutthurm in der Gemarkung München.

## Geschichte
München bildete eine Obmannschaft und gehörte zum Amt Hutthurm des Landgerichtes Leoprechting im Hochstift Passau. Der Ort wurde mit dem größten Teil des hochstiftischen Gebietes 1803 zugunsten Ferdinands von Toskana säkularisiert und fiel erst mit den Friedensverträgen von Brünn und Pressburg 1805 an Bayern. Die Landgemeinde München wurde 1818 durch das bayerische Gemeindeedikt begründet. Sie umfasste neben München (welche auch zur heutigen Gemarkung München gehören) Kalteneck (den Gemeindesitz), Ramling, Mitterling, Landirn, Auretzdorf, Lenzingerberg, Lebersberg, Auberg, Aumühle und Dachsberg. Von 1954 bis 1972 führte die ehemalige Gemeinde München das Wappen der Watzmannsdorfer. Im Rahmen der Gebietsreform am 1. Januar 1972 wurde die Landgemeinde München (zusammen mit  Prag) in den Markt Hutthurm eingemeindet. Ebenfalls wurde 1834 im Dorf eine Kapelle errichtet.

## 1. Bürgermeister der Gemeinde bis zur Auflösung
| Zeit      | Partei         | Name              |
| --------- | -------------- | ----------------- |
| um 1875   |                | Johann Grünberger |
| um 1890   |                | Joseph Grünberger |
| Bis 1905  | Zentrumspartei | Peter Streifinger |
| 1904–1918 |                | Matthias Lorenz   |
| 1918–1924 |                | Wilhelm Pouget    |
| 1924–1925 |                | Johann Haydn      |
| 1925–1933 |                | Alois Rosenberger |
| 1933–1945 |                | Matthias Binder   |
| 1945–1948 |                | Max Ilg           |
| 1948–1966 | CSU            | Max Rosenberger   |
| 1966–1972 | CSU            | Josef Fuchs       |

## Vereine
- Freiwillige Feuerwehr München. Sie wurde im Jahr 1900 gegründet
- Kapellenverein München. Er wurde im Jahr 2019 gegründet
- Soldaten- und Kriegerverein Prag-München